# Takács Gyula (kézilabdázó)
Takács Gyula (Budapest, 1914. szeptember 4. – Szerencs, 1974. február 23.) világbajnoki bronzérmes magyar kézilabdázó.

## Pályafutása
A MAFC kézilabdázója volt. A magyar válogatottban 12 alkalommal szerepelt. Az 1936-os berlini olimpián a  válogatott tagjaként a kézilabdatornán negyedik helyezést ért el. Az 1938-as németországi nagypályás világbajnokságon bronzérmet szerzett a válogatott csapattal.
1974. február 23-án a Szerencsi Csokoládégyár termelési főosztályának vezetőjeként, 59 éves korában hunyt el.

## Sikerei, díjai
Magyarország
- Világbajnokság – nagypályás
  - bronzérmes: 1938, Németország